# Isabella County
Isabella County är ett administrativt område i delstaten Michigan, USA. År 2010 hade countyt 70 311 invånare. Den administrativa huvudorten (county seat) är Mount Pleasant. 

## Geografi
Enligt United States Census Bureau har countyt en total area på 1 497 km². 1 489 km² av den arean är land och 8 km² är vatten.   

### Angränsande countyn
- Clare County - nord
- Midland County - öst
- Gratiot County - sydost
- Montcalm County - sydväst
- Mecosta County - väst

### Städer och samhällen
- Clare (delvis i Clare County)
- Lake Isabella
- Mount Pleasant (huvudort)
- Rosebush
- Shepherd